# Jacques Étienne Pannier
Pour les articles homonymes, voir Pannier.
Jacques Étienne Pannier est un graveur d'interprétation au burin, à l'eau-forte et en taille-douce français, également peintre pastelliste, né à Paris le 17 novembre 1802 et mort à Paris le 14 novembre 1869.

## Biographie
Élève d'Abel de Pujol, Jacques Étienne Pannier participe en tant que pastelliste au Salon de Paris de 1834 à 1855, y obtenant une médaille en 1849. Il est installé successivement au 44, rue Saint-Louis selon des sources de 1844, puis au 22, rue Copeau selon des sources de 1847.
Son épouse, Marie Louise Pannier née Dumaige, également buriniste (les fonds de certaines des gravures de portraits de Jacques Étienne ont été complémentairement travaillés par elle), après avoir été l'élève de Claude-François Fortier (1775-1835), participe au Salon de Paris de 1838 à 1855. Basil Hunnisett fait mention de sa présence dans les collections de la chalcographie du Musée du Louvre avec six portraits et une Entrée de l'hôtel Aguado à Paris. On cite d'elle également Le château d'Azay-le-Rideau et Les ruines de Semblançay

## Contributions bibliophiliques
- Charles Gavard, Galeries historiques de Versailles, 1830. Portraits gravés par Jacques Étienne Pannier de (par ordre chronologique des règnes) : Clovis III d'après Georges Rouget, Théodoric III d'après Émile Signol[7], Dagobert III d'après Émile Signol[8], Chilpéric II d'après Raymond Quinsac Monvoisin[9], Childéric III d'après Raymond Quinsac Monvoisin, Pépin III d'après Louis-Félix Amiel, Raoul ou Rodolphe d'après François-Louis Dejuinne, Louis IV d'Outremer d'après Charles de Steuben[10], Lothaire d'après Émile Signol, Henri Ier d'après Merry-Joseph Blondel, Philippe Ier d'après Gillot Saint-Evre, Louis VI d'après Merry-Joseph Blondel, Louis VII d'après Henri de Caisne[11], Philippe II d'après Louis-Félix Amiel[12], Louis VIII d'après Henri Lehmann, Philippe III d'après Gillot Saint-Evre, Charles VI, Charles VII, Louis XI, Charles VIII[13], François II d'après Charles Rauch, Charles IX d'après Adolphe Brune, Henri III d'après Luigi Rubio, Henri IV d'après Laure Houssaye de Léoménil[14], Louis XIII d'après Joseph Léon de Lestang-Parade, Louis XIV d'après Andry[15], Louis XV d'après Carle van Loo[15], Louis XVI d'après Joseph-Siffrein Duplessis[16], Napoléon d'après Robert Lefèvre, Louis-Philippe Ier d'après le dessin d'Auguste Sandoz et le tableau de Franz Xaver Winterhalter[17].
- Albert Maurin, Galerie historique de la Révolution française (1787 à 1789), tome III, portrait en pied de Jean-Charles Pichegru gravé par Jacques Étienne Pannier d'après Jules Gaildrau, Bureau de la Société des travailleurs réunis, Paris, 1848-1849.
- Versailles - Palais, musée, jardins, quarante-sept planches d'interprétation gravées par Gustave Lévy, Jacques Étienne Pannier, Vittore Pedretti, Louis Durau, Adrien Charles Danois, Jules Rebel, Jacques Joseph Huguenet et Weber, Au Bureau des galeries historiques, Imprimerie d'E. Duverger, Paris, 1852.
- Pierre Lachambeaudie, Fables précédées d'une lettre de Pierre-Jean de Béranger, édition illustrée et ornée d'un portrait de l'auteur par Jacques Étienne Pannier, J. Bry, libraire-éditeur, Paris, 1855.

### Galerie

Portraits gravés par Jacques Étienne Pannier pour les Galeries historiques de Versailles de Charles Gavard
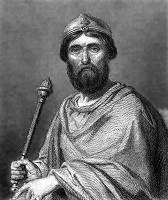
Louis IV d'Outremer, d'après Charles de Steuben
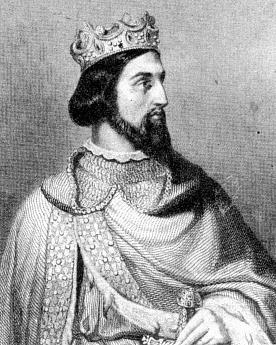
Henri Ier, d'après Merry-Joseph Blondel

## Réception critique

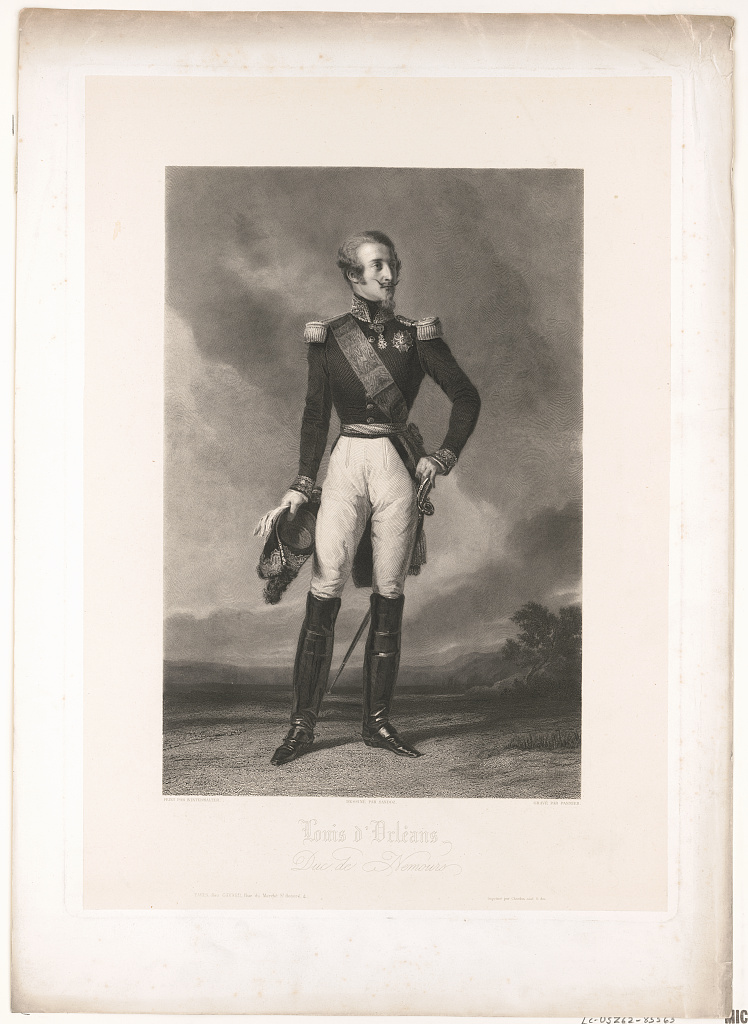
Le Duc de Nemours, gravure d'après Franz Xaver Winterhalter

- « Une exposition des Gravures du siècle est ouverte en ce moment à la galerie de la rue de Sèze. Parmi les maîtres du burin qui y sont représentés, Jacques Étienne Pannier tient une des premières places. Le portrait de Van Dyck[18], publié par Gavard, est une des perles de l'exposition. Nul graveur n'a su faire exécuter à son burin un travail aussi fin et aussi délicat. Le velouté des noirs est remarquable, les cheveux sont d'une légèreté et d'une souplesse parfaite. En 1834, Pannier était le portraitiste à la mode. C'est lui qui exécuta les portraits du Duc de Nemours[19], du Duc de Fitz-James, du Roi Louis-Philippe[17]. C'est lui qui grava pour la maison Hachette les portraits de Pierre Corneille et de Malherbe, où se trouvent réunies toutes les qualités des Nanteuil, des Wille, des Moreau, dont il a su conserver les pures traditions. » - Revue illustrée, 1885[5]

## Collections publiques

### Autriche
- bibliothèque nationale autrichienne, Vienne, François-Joseph Ier d'Autriche, d'après Max Beeger.

### Espagne
- Bibliothèque nationale d'Espagne, Madrid :
  - La Reine Hortense.
  - Pauline Borghèse, d'après Auguste Sandoz[20].
- Musée du Prado, Madrid, Vélasquez, d'après son autoportrait[21].

### États-Unis
- Fogg Art Museum, Cambridge (Massachusetts) : 
  - Sainte Marguerite, d'après Raphaël[22].
  - Raphaël, d'après son autoportrait[23].
  - Vélasquez, d'après son autoportrait[24].
- Metropolitan Museum of Art, New York, Marie Stuart âgée de 38 ans, gravure[25].
- Pennsylvania Academy of the Fine Arts, Philadelphie, John Flaxman, d'après John Jackson[26].

### Finlande
- Musée Sinebrychoff, Helsinki, Vélasquez, d'après son autoportrait[27].

### France
- Château de Fontainebleau, Portrait de Napoléon en colonel, gravure.
- Musée d'Orbigny-Bernon, La Rochelle, Richelieu, eau-forte d'après le dessin d'Auguste Sandoz et le tableau de Philippe de Champaigne[28].
- Cabinet des estampes de la Bibliothèque nationale de France.
- École nationale supérieure des beaux-arts, Paris :
  - Louis-Philippe, d'après Auguste Sandoz et Franz Xaver Winterhalter[29].
  - Pierre-François-Léonard Fontaine, architecte du Roi, membre de l'Institut de France, gravure en taille-douce d'après Joseph-Désiré Court pour les Galeries historiques de Versailles[30].
- Petit Palais, Paris[15] :
  - Louis XIV, d'après Andry.
  - Louis XV, d'après Carle van Loo.
- Musée d'Art et d'Histoire de Sainte-Ménehould :
  - Vélasquez, d'après son autoportrait[31].
  - Nicolas Poussin, d'après son autoportrait[32].
- Château de Versailles, Louis XVI d'après Joseph-Siffrein Duplessis[16].

### Italie
- Musei Civici, Monza, Raphaël, d'après son autoportrait[33].

### Pays-Bas
- Rijksmuseum, Amsterdam, Richelieu, d'après le dessin d'Auguste Sandoz et le tableau de Philippe de Champaigne.

### Pologne
- Bibliothèque nationale de Pologne, Varsovie, Philippe de Champaigne, d'après son autoportrait.

### Royaume-Uni
- British Museum, Londres :

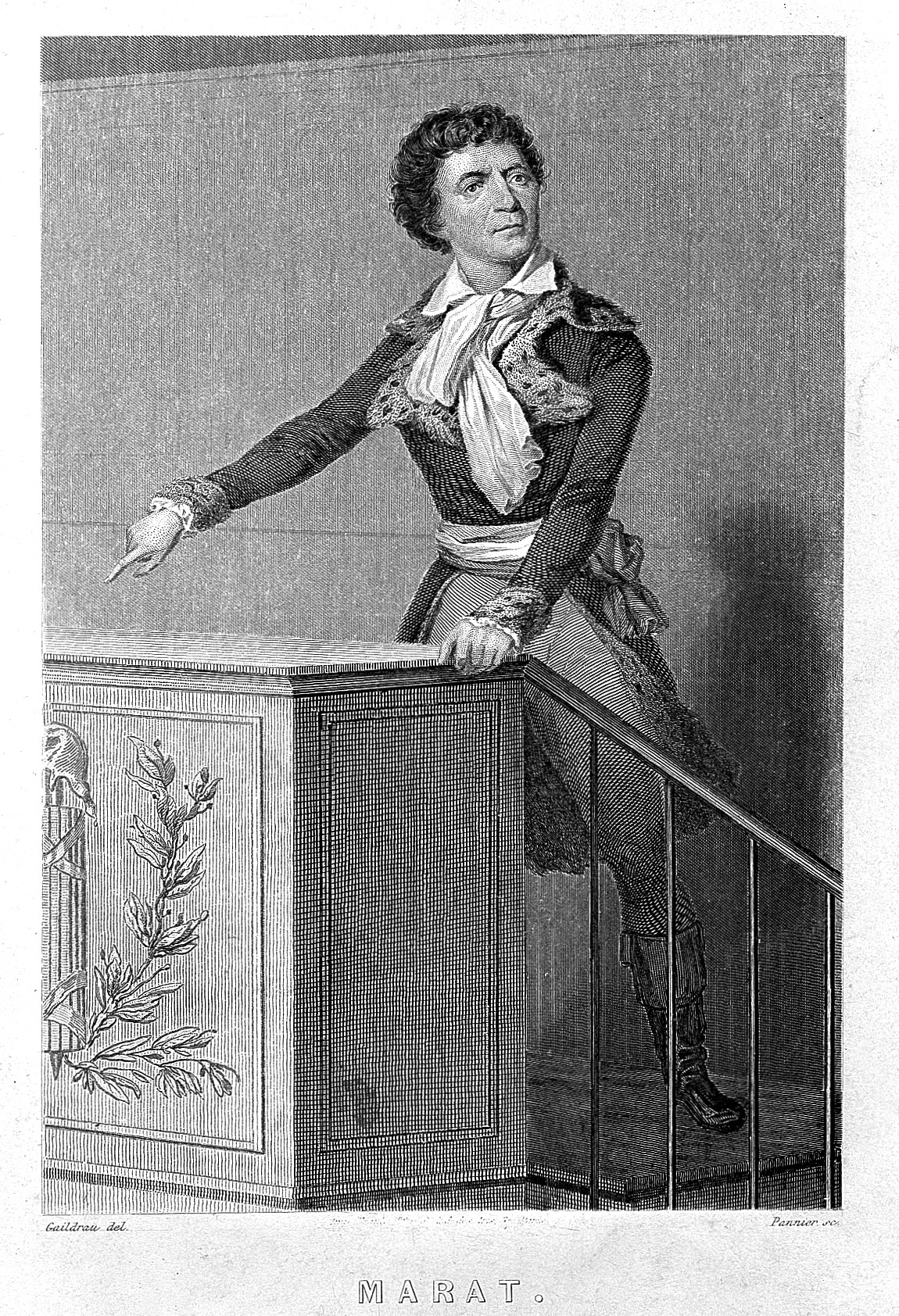
Marat, gravure d'après Jules Gaildrau

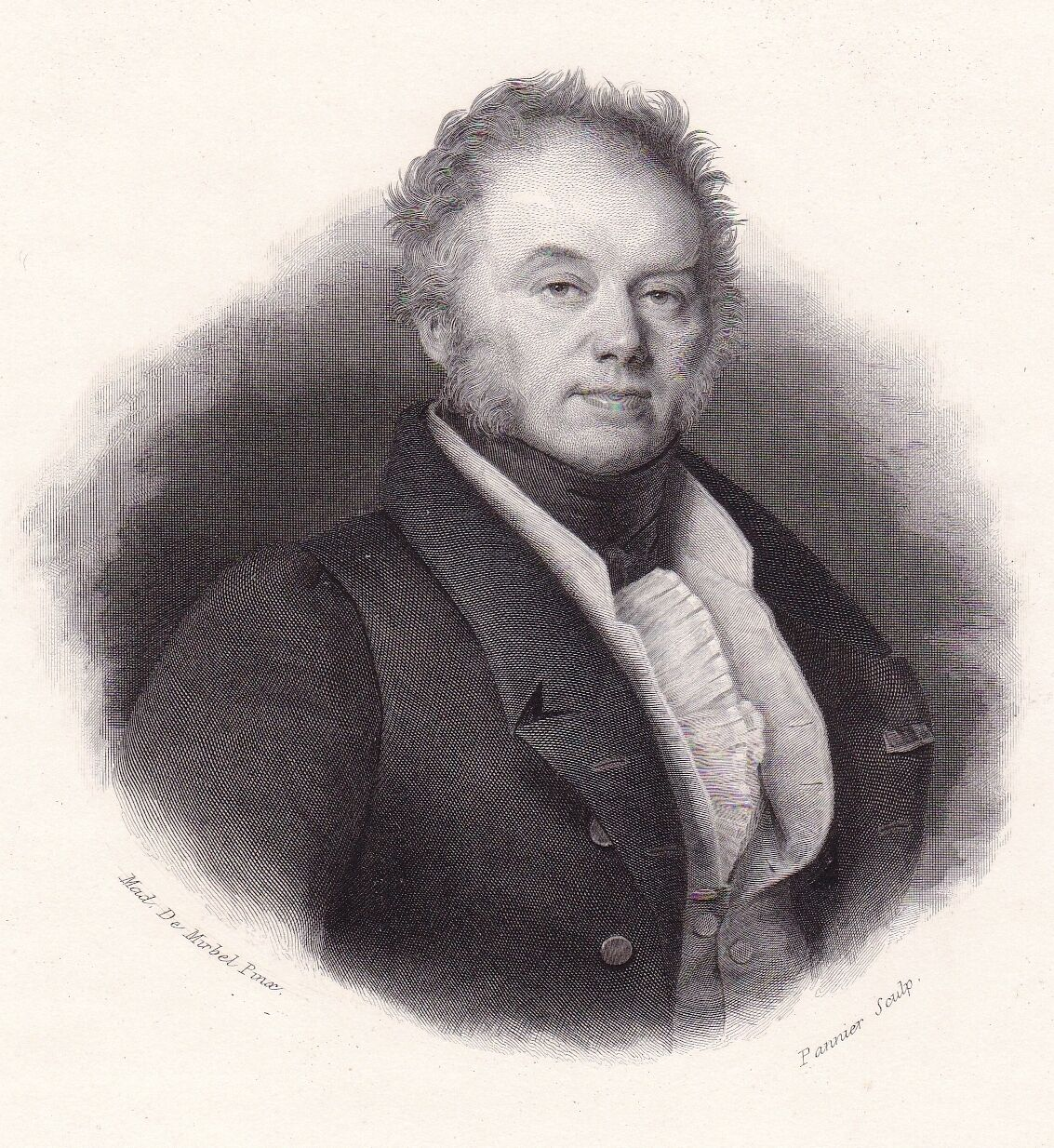
Le Duc de Fitz-James, gravure d'après Lizinska de Mirbel

  - Antoine van Dyck, gravure d'après son autoportrait pour les Galeries historiques de Versailles[18].
  - Marat, d'après Jules Gaildrau[34].
- National Portrait Gallery, Londres[35] :
  - Marie Stuart.
  - John Flaxman, d'après John Jackson.
  - Le Duc de Fitz-James, d'après Lizinska de Mirbel.
- Royal Collection Trust, Londres, gravures pour les Galeries de Versailles : 
  - Théodoric III, Roi des Francs, d'après Émile Signol[7].
  - Charles VIII (roi de France)[13].
  - Henri IV, d'après Laure Houssaye de Léoménil[14].
  - Louis-Philippe, d'après Auguste Sandoz et Franz Xaver Winterhalter[17].
  - Louis d'Orléans, Duc de Nemours, d'après Franz Xaver Winterhalter[19].